# Paul Konrad
Paul Konrad (ur. 1 kwietnia 1877 w Le Locle, zm. 19 grudnia 1948 w Neuchâtel) – szwajcarski amator mykolog.

## Życiorys
Otrzymał wykształcenie podstawowe w Le Locle, a następnie wstąpił na wydział matematyki Uniwersytetu w Bazylei, gdzie studiował geometrię. Nie ukończył go jednak. W 1894 roku dostał pracę w fabryce czekolady w Neuchâtel, gdzie pracował przez siedem lat. Następnie przez ponad 40 lat był pracownikiem Compagnie des Tramways de Neuchâtel. Od 1914 r. pełnił funkcję jej zastępcy, od 1938 r. – dyrektora.

## Praca naukowa
W wolnym czasie Conrad zajmował się mykologią i zyskał sławę w tej dziedzinie. W 1918 r. został członkiem Francuskiego Towarzystwa Mykologicznego, w 1927 r. Society Linnean. We współpracy z Andre Moblanem, profesorem w National Agricultural Institute w Paryżu, stworzył atlas grzybów Icones Selectae Fungorum, znany w świecie naukowym jako szczegółowy, ilustrowany przewodnik grzybów w Europie Środkowej. 
Opisał nowe taksony grzybów. W ich naukowych nazwach dodawane jest jego nazwisko Konrad.